# 北九州コカ・コーラボトリング
- ザ コカ・コーラ カンパニー > 日本コカ・コーラ > コカ・コーラボトラーズジャパンホールディングス > コカ・コーラボトラーズジャパン > コカ・コーラウエスト > コカ・コーラウエストジャパン > 北九州コカ・コーラボトリング
- 理研グループ > リコー三愛グループ > リコー > 北九州コカ・コーラボトリング

北九州コカ・コーラボトリング株式会社（英: Kitakyusyu Coca-Cola Bottling Co., Ltd,）は、かつて存在した日本コカ・コーラのボトラー。
コカ・コーラボトラーズジャパンホールディングスの法人格上の前身企業であり、コカ・コーラボトラーズジャパンの前身企業の一つである。

## 概要
日本コカ・コーラより製造・販売権を取得し、福岡県、佐賀県及び長崎県にて「コカ・コーラ」「ファンタ」等の清涼飲料水を販売していたボトラーであった。
リコーからの出資を受けていた為、同社と同じ健康保険組合を利用するなど福利厚生も一部共通であった。これは後のコカ・コーラウエストにも引き継がれている。

## 歴史

### 設立の経緯
1949年にコカ・コーラが日本で本格的に製造を開始し、1957年には日本飲料工業（現・日本コカ・コーラ）が設立され、東京都にて原液工場が建設された。製造・販売会社（ボトラー）については、16の地域に分けてそれぞれフランチャイズ形態を取ることとなった。博多でパチンコ店等を運営していた佐渡島匡男はコカ・コーラに惚れ込み、福岡県、佐賀県及び長崎県での販売権を取得する為、地元の名士らと共に1960年に日米飲料株式会社を設立した。しかし、佐渡島と名士との間で主導権争いが起き、最終的に名士らが会社から撤退した。その為、佐渡島は伝手を頼り、リコーの創業者である市村清に支援を要請し、市村はこれを快諾した。市村は頻繁に九州に行けない為、友人である村山長一に相談し、村山は責任者として篠原雷次郎を推薦した。篠原は市村からの説得の末、これを受諾した。こうして1962年3月、市村が代表取締役社長、篠原が代表取締役副社長、佐渡島が専務取締役に就任し、同年6月にザ コカ・コーラ カンパニー及び日本コカ・コーラとの契約を締結した。

## 沿革
- 1960年（昭和35年）
  - 12月20日 - 清涼飲料水の製造及び販売を目的として、福岡県福岡市長浜町（現・中央区長浜）にて日米飲料株式会社として設立[1]。
- 1961年（昭和36年）
  - 7月 - 福岡県福岡市天神町（現・中央区天神）に本社を移転[1]。
- 1962年（昭和37年）
  - 6月 - ザ コカ・コーラ カンパニー及び日本コカ・コーラ株式会社との間で、福岡県、佐賀県及び長崎県における「コカ・コーラ」「ファンタ」の製造・販売に関する契約を締結[1]。
  - 7月 - 「コカ・コーラ」「ファンタ」の販売を開始[1]。当初は中京コカ・コーラボトリング株式会社及び近畿コカ・コーラボトリング株式会社より製品を調達していた。
- 1963年（昭和38年）
  - 3月 - 日米コカ・コーラボトリング株式会社に商号を変更[1]。
  - 4月 - 福岡県福岡市大字箱崎字葦津ケ浦（現・東区箱崎）に本社を移転[1]。
  - 5月 - 福岡工場を開設し[1]、自社生産を開始。
- 1967年（昭和42年）
  - 6月 - 鳥栖工場を開設[1]。
- 1972年（昭和47年）
  - 9月 - 日本コカ・コーラ株式会社との間で、清涼飲料水の製造・販売に関する契約を再締結[1]。
- 1973年（昭和48年）
  - 5月 - 門司工場を開設[1]。
  - 7月1日 - 北九州コカ・コーラボトリング株式会社に商号を変更[1]。
- 1974年（昭和49年）
  - 8月 - 缶製品専用工場として基山工場を開設[1]。
- 1975年（昭和50年）
  - 6月 - 「ジョージア」の販売を開始。
- 1977年（昭和52年）
  - 6月 - 基山工場にリットル瓶製品ラインを設置。
- 1978年（昭和53年）
  - 12月 - インスタントコーヒー製品のジョージア・アメリカンマイルドを発売。
- 1981年（昭和56年）
  - 7月 - 鳥栖工場においてジョージアの製造受託開始。
- 1982年（昭和57年）
  - 5月 - 自社製品である瓶入りコーヒー飲料ジョフレ200ml瓶を発売。
- 1983年（昭和58年）
  - 10月 - カナダドライ製品の販売等を目的とする子会社として、キャピタルフーズ株式会社を設立[1]。
- 1984年（昭和59年）
  - 12月 - 門司工場を閉鎖[1]。
- 1985年（昭和60年）
  - 1月 - 福岡工場を閉鎖[1]。
  - コカ・コーラ及びメローイエローの1.5リットルPETボトルの販売を開始。
- 1986年（昭和61年）
  - 6月 - 佐渡島匡男が代表取締役会長に、山本克己が代表取締役社長に就任[4]。
- 1987年（昭和62年）
  - 3月 - 基山工場内にペットボトル容器生産プラントを設置し、ペットボトル製品の自社生産を開始。
- 1988年（昭和63年）
  - 1月 - 基山工場のペットボトル容器生産プラントを独立し、基山成形工場を開設[1]。
- 1991年（平成3年）
  - 12月 - レギュラーコーヒー用プラントの鳥栖焙煎工場を開設[1]。
- 1994年（平成6年） 
  - 6月15日 - 福岡証券取引所（証券コード：2579）に株式を上場。
  - 鳥栖工場に小瓶製品製造ラインを増設。
- 1996年（平成8年）
  - 1月 - 基山成形工場を廃止し、基山工場に統合[1]。
  - 3月 - 山本克己が代表取締役会長に、久保長が代表取締役社長に就任[5]。
  - 11月7日 - 東京証券取引所市場第二部（証券コード：2579）に株式を上場。
- 1997年（平成9年）
  - 1月 - 鳥栖焙煎工場を廃止し、鳥栖工場に統合[1]。
  - 3月 - 基山成形工場跡地に大型茶飲料無菌充填ペットボトル製品ラインを設置。
  - 6月 - 鳥栖工場に小型炭酸飲料ペットボトル製品ラインを設置。
- 1998年（平成10年）
  - 6月1日 - 東京証券取引所市場第一部銘柄に指定。
- 1999年（平成11年）
  - 2月 - 子会社として、北九州コカ・コーラセールス株式会社を設立[1]。
  - 6月 - 北九州コカ･コーラセールス株式会社に営業部門の一部を譲渡[1]。
  - 7月1日 - 山陽コカ・コーラボトリング株式会社を吸収合併し、コカ・コーラウエストジャパン株式会社（初代法人）に商号を変更。同時に大阪証券取引所市場第一部（証券コード：2579）及び広島証券取引所（証券コード：2579）に株式を上場。

## 工場
- 福岡工場（本社敷地内、1985年閉鎖)

開設以来、レギュラーサイズびん及びホームサイズ製品を生産していたがびんから缶中心の時代に移り変わる中での生産拠点集約の流れに押され閉鎖された。使用されていたボトリング設備は鳥栖工場、更には基山工場に移設された。
- 鳥栖工場（1967年開設）

長らくびん製品の製造拠点であったが全国のボトラーでは初になるジョージア缶製品生産ライン設置を皮切りに、1988年にガラスびん用ボトリング設備を基山工場に移設、90年初頭には缶製品専用の生産拠点へと転換した。その後ワンウェイ小瓶製品製造ライン（後に小型PETボトル製品ラインへ）を増設。
- 基山工場（1974年開設）

当初はキャンニング専用工場を意図して開設されたが、1977年リットルびん製品ライン(後にPETボトル兼用に改造)設置、1988年鳥栖工場からガラスびん製品用ボトリング設備が移設されガラスびん製品、缶製品、大型PETボトル製品等様々なサイズ・容器の生産が可能な総合工場となった。隣接する東洋製罐基山工場の生産ラインと繋がっており、リアルタイムで缶の供給を受けることが可能である。
- 門司工場（1973年開設、短期間で操業停止後閉鎖）

当時の最高水準を誇るレギュラーサイズびん専用ラインが設置されたが、工場敷地の地盤沈下による地下水使用の制約及びオイルショック後の消費者需要の落ち込みを受け、稼動からわずか四年でライン停止・設備撤去となった。その後も組織としては残っていたが1984年をもって正式に廃止となった。